# Plagigeyeria mostarensis
Plagigeyeria mostarensis – gatunek ślimaka z rzędu Littorinimorpha i rodziny źródlarkowatych.
Takson ten opisany został po raz pierwszy w 1933 roku przez Ljudevita Kuščera. Jako miejsce typowe wskazano źródło Bunica koło Hodbiny w Bośni i Hercegowinie. Epitet gatunkowy pochodzi od Mostaru, na południe od którego leży miejsce typowe. Z tej samej lokalizacji Kuscer opisał gatunek Plagigeyeria ovalis. Część późniejszych autorów traktowała je jako jeden gatunek z dwoma podgatunkami: P. mostarensis mostarensis i P. mostarensis ovalis. W 2020 roku Jozef Grego dokonał rewizji rodzajów Plagigeyeria i Travunijana, klasyfikując P. m. ovalis jako odrębny gatunek w rodzaju Travunijana.
Ślimak ten ma podługowato-stożkowatą muszlę pokrytą wyraźnymi, regularnie rozmieszczonymi żeberkami. Skręty skrętki rozdzielone są bardzo szeroko rozstawionymi, głębokimi szwami. Forma dołka osiowego jest szczeliniasta. Trąbkowate ujście muszli wystaje w widoku nasadowym. Na urzeźbienie protokonchy składają się nieregularnie rozmieszczone żeberka spiralne oraz ziarnistości pomiędzy tymi żeberkami.
Mięczak ten zasiedla bentos źródeł. Należy do zdrapywaczy żerujących na peryfitonie.
Gatunek ten jest endemitem Bośni i Hercegowiny. Znany jest wyłącznie z krasowych źródeł Bunica i Buna na południowy zachód od Mostaru. Ślimak ten umieszczony został w Czerwonej księdze gatunków zagrożonych Międzynarodowej Unii Ochrony Przyrody jako gatunek o niedostatecznie rozpoznanym statusie (DD).